# Операція «Колос»
Операція «Колос» — це перша повітряно-десантна операція в історії Британських Збройних сил, яка відбулася 10 лютого 1941 року під час Другої світової війни.
У червні 1940 р. прем'єр-міністр Британії Вінстон Черчилль наказав створити повітряно-десантний підрозділ у відповідь на успіхи повітряно-десантних операцій Люфтваффе під час битви за Францію. Волонтери навчаються, щоб інтегруватися в підрозділ, але відсутність необхідного обладнання та установок, а також адміністративні обмеження дозволяють призвати лише досить обмежену кількість чоловіків. Перший повітряно-десантний підрозділ, який здійснює навчання, складається з членів елітного підрозділу, № 2 командо, який, при нагоді, перейменований на батальйон № 11 Спеціальної повітряної служби. У вересні 1940 року батальйон мав у своїх рядах 350 чоловіків. № 11 Спеціальний батальйон повітряної служби закінчив навчання в грудні 1940 року, і в лютому 1941 року тридцять вісім його членів були обрані для проведення операції, спрямованої на перевірку здатності повітряно-десантних військ та надійності їх обладнання. Операція — це також можливість оцінити здатності Королівських ВПС точно скинути свої війська.
Ціль, обрана для операції, — це акведук із прісною водою поблизу Калітрі на півдні Італії, який подає воду значній частині місцевого населення та кільком портам, які використовуються збройними силами країни. Британці сподіваються на те, що знищення цієї цілі буде перешкоджати військовим зусиллям італійців у Північній Африці та Албанії. 10 лютого 1941 року війська були скинуті бомбардувальниками Armstrong Whitworth Whitley, які були перетворені в транспортні літаки, але виникають механічні дисфункції та помилки навігації і вибухівка, необхідна для операції, а також команда саперів Королівських інженерів скинуті у поганому районі. Незважаючи на цю невдачу, решті членів війська вдається знищити акведук і намагатися втекти, але їх швидко захоплюють італійські солдати. Італійський перекладач, який входить до складу війська, катується, а потім страчений, тоді як одному з десантників вдається втекти. Інші члени підрозділу затримані як військовополонені. Акведук швидко відремонтовується, операція не вплинула на подачу води до портових районів та місцевого населення загалом.
Незважаючи на часткову невдачу, операція дозволила англійцям визначити технічні та стратегічні недоліки, які згодом служать їм для покращення планування інших повітряних операцій.

## Історичний контекст
Провівши багато успішних повітряних операцій під час битви за Францію, особливо під час нападу на форт Ебен-Емель, Люфтваффе — піонер повітряно-десантних висадок · . Ця ситуація переконує союзні уряди створити свої повітряно-десантні підрозділи, підхід, ініційований у Великобританії з створенням двох повітряно-десантних підрозділів 22 червня 1940 · . Спочатку прем'єр-міністр Вінстон Черчілль наказав Військовому бюро вивчити можливість створення корпусу 5000 парашутистів ·  · . Командири Військового офісу вважають, що неможливо набрати таку велику кількість чоловіків за такий короткий час. Крім того, нечисленні планери, що використовуються у Британії, занадто легкі, щоб використовуватись для військових цілей. До цього додається відсутність транспортних літаків для буксирування планерів та транспортування військ. 10 серпня 1940 р. Військове відомство повідомило Вінстона Черчілля, що через відсутність обладнання та часу було обрано лише 500 чоловіків з 3500 добровольців, щоб здійснювати повітряно-десантне навчання. У грудні 1940 р. Військове відомство заявило в меморандумі, надісланому прем'єр-міністру, що навесні 1941 500 десантників будуть готові. Однак ця можливість передбачає створення організації для навчання військ та придбання всього необхідного обладнання.
Для підготовки обраних 500 чоловіків був створений Central Landing Establishment у RAF Ringway поблизу Манчестера, 21 червня 1940. Королівські ВПС забезпечують певну кількість середніх бомбардувальників Armstrong Whitworth Whitley, які перетворені у військові транспортні літаки для висадки парашутистів. Британці також будують військові планери, такі як General Aircraft Gal 48 Hotspur, але вони почали використовувати цей тип планерів лише з 1942 року під час операції Freshman. Однак негайний розвиток повітряно-десантних підрозділів, а також навчання 500 добровольців, які вже відібрані, проте, перешкоджається трьома різними причинамими. По-перше, із загрозою німецького вторгнення 1940 року, багато чиновників Військового відомства британської армії не мають достатньо чоловіків, щоб створити ефективні повітряно-десантні підрозділи, після втрат під час битви за Францію. Потім виникає проблема постачання озброєння та матеріалів, оскільки рішення про створення повітряно-десантних сил збігається з періодом високого попиту, що надходить з трьох гілок Британських Збройних сил, тоді у повному підйомі. Не маючи добре встановленої політики, щоб протистояти війні, британський сектор промисловості не може задовольнити як прохання армійських гілок, так і повітряно-десантних сил, що виникають. Нарешті, британські повітряно-десантні сили ще не мають добре встановленої організаційної політики, і ще не вирішено, чи доведеться їм бути під командуванням армії чи Королівських ВПС (RAF). Суперництво між Військовим відомством та Міністерством повітря, відповідальним за RAF, також є головним фактором, який затримує розширення британських повітряно-десантних сил.

## Приготування до операції
Серед 500 чоловіків, які розпочали інтенсивну підготовку, 342 були відібрані у вересні 1940 року, після того, як велика кількість з них не змогла пройти навчання після їх відмови пройти обов'язкову стадію стрибка з парашутом · . Згідно зі словами старшого офіцера ВПС, при Central Landing Establishment, ці чоловіки відмовилися стрибати через відсутність досвіду, а також, боячись, що парашут не відкриється в потрібний момент. 21 листопада 1940 р. десантно-диверсійна група була офіційно названа Спеціальним батальйон повітряної служби No. 11 та реорганізована, щоб створити штаб-квартиру батальйону, включаючи авіаційну групу паршутистів та авіаційну групу планерів. 17 грудня батальйон офіційно закінчив навчання з військового парашутизму, після участі у демонстраціях перед деякими військовими спостерігачами. Отже, чоловіки № 11 Спеціального батальйону повітряної служби оголошуються придатними для активної служби.
Єдиний підрозділ, доступний для повітряно-десантної операції, Спеціальний батальйон повітряної служби № 11 ще не має транспортних літаків, тоді як технічний персонал ВПС Королівства не мають досвіду роботи в повітряно-десантних операціях. Британці також не мають обладнання за кордоном для підтримки виключно такого типу операцій. Незважаючи на всі ці обмеження, британський уряд та старші командири ВПС вирішують підготувати повітряно-десантний рейд. Це рішення мотивується потребою продемонструвати решті світу, що Великобританія залишається головною ударною силою. Перша можливість перевірити операційну здатність батальйону та надійність їх обладнання, операція дає можливість оцінити навички англійців щодо точного скидання своїх військ. Ціль, обрана для операції, — це акведук, що перетинає річку Трагіно, поблизу міста Калітрі, що забезпечує підведення води до регіону Пуй. Тоді цей регіон має майже два мільйони мешканців і тут розташовується порт Таранто, що має велике стратегічне значення для італійських збройних сил. Крім того, командири ВПС сподіваються, що руйнування акведука та припинення водопостачання місцевого населення вплинуть на мораль італійців, при цьому негативно вплинуть на їхні військові зусилля в Північній Африці та в Албанії. Акведук має міцну конструкцію і знаходиться на великій відстані від італійського узбережжя, що виключає гіпотезу про амфібійну операцію або повітряне бомбардування, щоб знищити його. Отже, вищі командири ВПС вибирають повітряно-десантну операцію.
Невелика група з 38 чоловіків, охрещена X Troop (війська X) під командуванням майора Тревора Притчарда з Royal Welch Fusilier, вибрані з Спеціального батальйону повітряної служби № 11 для проведення операції · . У операції беруть участь три італійські перекладачі: лідер ескадрильї Ральф Генрі Лакі, стрілець Насрі з бригади британських стрільців та італійськоий цивільний на ім'я Фортунато Пікчі, метрдотель ресторану готелю Савоя ·  · . У січні 1941 року війська X розпочали інтенсивну підготовку на шість тижнів, час для інженерів ВПС перетворити шість бомбардувальників Armstrong Whitworth Whitley у транспортні літаки · . На початку лютого побудована модель акведука, яка дозволяє військам практикувати стрибки з парашутами у реальних умовах. Під час тренування десантник приземлився в замерзлий ставок і втопився до приїзду допомоги. Згідно з планом операції, шість бомбардувальників Whitley з 51-ї ескадри ВПС повинні перевезти війська X до цілі через Мальту 10 лютого, у той час як два інших бомбардувальників здійснюють імітаційний рейд проти сортувальних станцій Фоджі, приблизно в 97 кілометрах на північ від акведука. О 21:30, чоловіки командос повинні бути скинуті біля цілі. Згодом вони повинні встановити вибухівку, висадити в повітря ціль і виходити в гирло річки Селе, де їх евакуює підводний човен HMS Triumph · .

## Хід операції
7 лютого 1941 року чоловіки війська X відлітають на Мальту на шести бомбардувальниках Whitley. Хоча частина подорожі відбувається над окупованою Францією, жоден інцидент не стався. Після їх прибуття на Мальту військам стало відомо про існування двох акведуків різного розміру в цільовій зоні, завдяки повітряним фотографіям, наданих Photographic Reconnaissance Unit. Після короткої дискусії військо X вирішує взяти за ціль найбільший з двох акведуків.
О 18:30, 10 лютого, шість бомбардувальників злетіли з Мальти, кожен з яких має шість чоловіків на борту, включаючи офіцера. Політ у цільову зону відбувається без найменшого інциденту, з ясною погодою та ідеальною видимістю. О 21:42, п'ять бомбардувальників дістаються до зони стрибка, приблизно в 500 метрах від акведука. Чоловіків на борту скидають з контейнерами, вони приземляються менше ніж за 250 метрів від цілі. Однак двом бомбардувальникам не вдається скинути обладнання після механічної поломки. Не маючи змоги знайти зону висадки, навігаційний персонал шостого літака скидає шість саперів з борту в долині за 2 милі від акведука. Ці сапери, які стрибають з частиною вибухівки, захоплені через кілька годин карабінерами · . Незважаючи на цю невдачу, решті війська вдається дістати частину контейнерів і зайняти позицію навколо акведука. Однак члени війська відзначають, що стовпи, що підтримують акведук, зроблені з залізобетону, а не в цегли; це викликає побоювання у майора Тревора Прітчарда, що вибухівки, яка перебуває у їх розпорядженні, може бути недостатньо для підриву цілі. Після коротких роздумів майор наказує, щоб значна частина вибухівки була розміщена навколо західної дамби акведука, а решта біля його опори, щоб завдати якомога більше шкоди. Невелика кількість вибухових речовин також розміщена під сусіднім мостом, що охоплює річку Жінестра.
11 лютого о 0:30 ранку перша детонація знищила західний причал, а потім всю структуру акведука, після чого відбувся другий вибух, який руйнує міст Жінестри · . О 1 годині вечора командос розділений на три групи і намагається втекти до узбережжя, залишаючи після себе десантника, який пошкодив щиколотку під час його посадки · . Групу на чолі з майором Прітчардом помічає фермер; він сповіщає місцевий загін карабінерів, які негайно відправляються для її перехоплення. Виявлений і в чисельній меншості, Прітчард та його люди склали зброю і вирішили здатися. Члени другої групи, у тому числі ті, хто підірвав акведук, швидко локалізовані італійськими солдатами та спіймані в засідку. Вони змушені здатися після короткого обміну пострілами. Нарешті, чоловіки третьої групи зустріли італійських цивільних, коли вони йшли на узбережжя. Намагаючись вийти, роблячи вигляд, що вони німецькі солдати, їх заарештовали карабінери, після того, як місцева влада вимагала побачити їхні документи. Усі чоловіки, які потрапили у полон, позбавлені зброї та обладнання, а потім транспортовані до в'язниці в Неаполі. Згодом їх перевели до табору військовополонених Сулмона, за винятком італійського перекладача Фортунато Пікчі, якого доставляють до Риму. 6 квітня 1941 р. він був визнаний винним спеціальним трибуналом безпеки держави, його розстріляли у військовій в'язниці форт Браветта (Рим).

## Наслідки

### Вплив операції на італійців
Руйнування акведука Трагіно не вплинуло на війну італійців у Північній Африці та Албанії, оскільки постачання води в Таранто та інші порти навколо лише тимчасово перервалося, поки італійці не відновили акведук · . Однак операція викликає певну стурбованість місцевого населення, що зобов'язує італійський уряд вжити суворих заходів для боротьби з можливими повітряними рейдами. Ці заходи все ще діють при здачі Італії в 1943 р.

### Вплив на організаційну політику британців
26 квітня 1941 року Вінстон Черчілль присутній при демонстрації повітряно-десантних сил у розпорядженні Великобританії. Поінформовано, що серед 800 парашутистів, присутніх того дня, лише обмежена кількість може брати участь в інших операціях, зокрема через відсутність військових транспортних літаків; Єдині літаки, якими користуються британські повітряно-десантні сили, — це раніше цивільні літаки та перетворені бомбардувальники · . Складене з колишніх членів командо № 2, єдине повітряно-десантне британське формування з оперативним досвідом у цей період Спеціальний батальйон повітряної служби № 11, який нараховує у своїх рядах 350 чоловіків · . Однак у середині 1941 року британські повітряноно-десантні сили були ще досить слабкі і не можуть конкурувати з німецькими.
Операція «Колос» дозволяє англійцям здобути дорогоцінний оперативний та технічний досвід. Пізніше це допомагає їм планувати повітряно-десантні операції більш ефективно, наприклад, операцію «Biting». Вона також демонструє потенціал повітряно-десантних військ, які тепер починають викликати певний страх серед сил Осі. Ця операція також сприяє підбадьоренню моралі військ британської армії та повітряно-десантних сил, що зароджуються. Крім того, ВПС навчаються з технічних недоліків, виявлених під час операції, зокрема, що стосується контейнерів, що скидуються. Ці контейнери, виготовлені з легкого матеріалу, падають під час польоту і блокують механізм відкриття дверей відсіку для бомб. Тому британці вирішують побудувати контейнери з металу, щоб запобігти подібним незручностям знову.
З політикою розширення британських повітряно-десантних сил, спеціальний батальйон повітряної служби № 11 перейменований на 1-й парашутний батальйон і є основою 1-ї парашутної бригади, коли вона була створена у вересні 1941.

### Доля членів групи X
Усі члени групи Х, які потрапили у полон, затримані як військовополонені до їх репатріації після здачі Італії, за винятком лейтенанта Ентоні Діна-Драммонда та капрала Джеймса Паркера. Захопленому італійцями, Діну-Друммонду вдалося врятуватися і повернутися до Англії в 1942 році, де він приєднався до 1-ї повітряної дивізії, нещодавно створеної · . Що стосується капрала Джеймса Паркера, йому вдалося втекти з табору військовополонених Сулмона, перш ніж його заарештували німецькі солдати. Він був свідком страти іншого втікача та деяких італійських антифашистів. Йому знову вдалося втекти, Паркер повертається до Великобританії на борту Дакоти американських сил.

### Полеміка
Незважаючи на відсутність військово-інженерних елементів і невелику кількість вибухівки в їхньому розпорядженні, бійцям загону X вдалося повністю знищити акведук. Однак генерал-майор Джуліан Томпсон розкритикував те, що високопоставлені посадові особи Королівських ВПС не розробили достатньо ефективного та чіткого плану евакуації військ, тому що навіть якби бійцям групи Х вдалося досягти місця зустрічі на узбережжі, вони б не були евакуйовані HMS Triumph. Дійсно, один із двох бомбардувальників, які здійснили невдалий наліт на Фоджію, отримав механічні проблеми після бомбардування сортувальних станцій. Пілот повідомив по радіо базу на Мальті, що збирається приземлитися в гирлі річки Селе, яка за неймовірним збігом обставин виявилася місцем зустрічі, де мала відбутися евакуація військ. Побоюючись, що це повідомлення буде перехоплено італійцями, старші офіцери Королівських ВПС вирішили не відправляти HMS Triumph до місця зустрічі, тому залишили членів загону X напризволяще · . Генерал-майор Джуліан Томпсон також висловив жаль з приводу відсутності інформації про ціль, хоча він визнав, що «відновити такий тип розвідки нелегко».